# Промежуточная частота
Промежу́точная частота́ (аббревиатура — ПЧ) — в радиотехнике, преобразовании и обработке сигналов — частота, образующаяся при смешивании сигнала вспомогательного генератора — гетеродина с сигналом.
В технике радиоприёма ПЧ определяется как заданная частота, в которую должна быть преобразована в супергетеродинном радиоприемнике несущая частота сигнала принимаемого радиочастотного сигнала с целью эффективного усиления и фильтрации.
На промежуточной частоте обычно производится основное усиление и формирование заданной частотной характеристики обрабатываемого сигнала в радиоприёмных устройствах, измерительных приборах, селективных вольтметрах, анализаторах спектра и др.
Промежуточная частота обычно ниже частоты обрабатываемого сигнала, но может быть и выше его.
Промежуточная частота образуется на выходе преобразователя частоты — смесителя.
Усиление промежуточной частоты производится усилителем промежуточной частоты. Формирование требуемой частотной характеристики обычно также производится усилителем промежуточной частоты, в этом случае усилитель промежуточной частоты называют резонансным усилителем, но также возможно формирование частотной характеристики с помощью различных фильтров, например, электромеханических или цифровых.
В электронном устройстве, в частности, в радиоприёмнике, может быть применено несколько преобразователей частоты — смесителей для обработки одного и того же сигнала, для улучшения избирательности, и, соответственно, получают несколько различных ПЧ после каждого из смесителей. В этом случае эти частоты называют 1-я промежуточная частота, 2-я промежуточная частота и так далее.
Обыкновенно ПЧ фиксирована и настройка на частоту сигнала производится изменением частоты гетеродина, но в некоторых применениях, особенно в системах с несколькими промежуточными частотами частота первого гетеродина неизменна и в результате этого первая ПЧ зависит от частоты сигнала, при этом избирательность обеспечивается либо перестройкой центральной частоты усилителя промежуточной частоты, либо последующими каскадами гетеродинирования. Так, например, в системах спутникового телевидения в двух поддиапазонах 10,7–11,7 и 11,7–12,75 ГГц с помощью двух гетеродинов с фиксированными частотами 9,75 и 10,6 ГГц образуется ПЧ с диапазоном 950–2150 МГц.

## История
Впервые принцип выделения сигнала промежуточной частоты предложил французский инженер Л. Леви (англ.) в 1917 году и он запатентовал принцип супергетеродинного приёма(Патент 493.660 и патент 506.297. В его приёмнике частота сигнала преобразовывалась не непосредственно в звуковую, а в промежуточную, которая выделялась на колебательном контуре и уже после этого поступала на амплитудный детектор.
В 1918 году Вальтер Шоттки дополнил схему приёмника Леви усилителем промежуточной частоты. Схема супергетеродина была выгодна в то время ещё и тем, что приёмно-усилительные лампы того времени не обеспечивали нужного усиления на частотах выше нескольких сот килогерц. Сдвинув спектр сигнала в область более низких частот, можно было повысить чувствительность приёмника.
Независимо от Шоттки к аналогичной схеме пришел в 1918 году Эдвин Армстронг (его патент получен в декабре 1918 г, патентная заявка Шоттки сделана в июне). Армстронг впервые построил и испытал супергетеродин с усилением на промежуточной частоте на практике. Он же указал на возможность многократного преобразования частоты и усиления на разных промежуточных частотах.

## Получение промежуточной частоты
Промежуточная частота образуется на выходе специального устройства, называемого смесителем. В качестве смесителя можно использовать любое устройство, имеющее нелинейную передаточную характеристику, например, полупроводниковый диод, либо устройство, коэффициент передачи которого изменяется синхронно с частотой гетеродина, например, электронный ключ, управляемый сигналом гетеродина.
На выходе смесителя образуется в общем случае сумма сигналов с частотами равными сумме и разности частот сигнала и гетеродина, а также суммы и разности частот всех их гармоник — так называемых комбинационных частот.
Зачастую комбинационные частоты нежелательны, устройство принципиально не образующее на выходе комбинационные частоты — это четырёхквадрантный перемножитель, осуществляющий алгебраическое перемножение мгновенных значений сигнала и гетеродина. Его работа основана на тригонометрическом тождестве произведения двух гармонических функций, например, произведение косинусоидальных гармонических сигналов:
{\displaystyle \cos \omega _{s}t\,\cos \omega _{h}t={\frac {1}{2}}\cos(\omega _{s}t-\omega _{h}t)+{\frac {1}{2}}\cos(\omega _{s}t+\omega _{h}t),}
здесь {\displaystyle \omega _{s}} — частота сигнала, {\displaystyle \omega _{h}} — частота гетеродина.
Таким образом, при подаче на вход четырёхквадрантного перемножителя двух гармонических сигналов на его выходе образуется сумма двух гармонических сигналов с частотами равными сумме и разности частот входных сигналов. Сигнал с разностной частотой иногда называют сигналом биений. Если преобразуемый сигнал негармонический, то есть образует некоторый спектр частот, то смеситель переносит спектр исходного сигнала в спектры с суммой и разностью частот сигнала и гетеродина без потери информации, содержащейся в спектре исходного сигнала.
При использовании в качестве преобразователя частоты нелинейных элементов его смесительные свойства обусловлены членами со степенями высших порядков в разложении функции передаточной характеристики в ряд Тейлора.
Как правило, в качестве сигнала ПЧ используется сигнал разностной частоты, но иногда из тех или иных соображений используется и сигнал суммарной частоты.

## Причины использования ПЧ
Основная причина использования ПЧ и усиления сигнала на ПЧ — независимость ширины полосы приёмника от частоты сигнала, так как полоса приёма формируется в канале усиления и обработки ПЧ. Например, если в качестве приёмника использовать приёмник прямого усиления, то при перестройке по частоте такого приёмника ширина его полосы приёма будет зависеть от частоты сигнала, так как при неизменной добротности колебательного контура ширина полосы пропускания пропорциональна частоте.
Если же усиление производится на неизменной частоте — ПЧ, то ширина полосы приёма зависит только от ширины полосы пропускания канала ПЧ и формирование формы полосы пропускания упрощается, например, можно сделать полосу пропускания близкой к прямоугольной, обеспечив тем самым высокое подавление мешающих приёму соседних частот.
Другой причиной использования ПЧ является падение усилительных свойств активных усилительных приборов (транзисторов, электровакуумных ламп) при увеличении частоты. Свыше некоторой граничной частоты активные приборы не могут усиливать, поэтому применяют гетеродинирование и усиление производится на низкой частоте — ПЧ. Также на низкой частоте проще производится цифровая обработка сигнала — цифровая фильтрация, статистическая обработка цифровыми методами, так как при этом снижается необходимая частота дискретизации.
Также смещение спектра частот в область низких частот упрощает линии передачи, особенно это важно в СВЧ-диапазоне, где линии передачи для снижения потерь выполняются в виде громоздких волноводов или полосковых линий. Например, в системах спутникового телевидения наземный приёмник спутникового сигнала предварительно переносит принятый спутниковый сигнал из диапазона 10—12 ГГц в относительно низкочастотный сигнал с полосой до 2,5 ГГц, этот сигнал легко передаётся с низким затуханием через дешёвые коаксиальные кабели. Такие преобразователи частоты также используются при приёме сигналов аналогового телевидения наземных телестанций, работающих в дециметровом диапазоне волн в сигнал стандартных диапазонов телевещания в метровом диапазоне волн. Эти преобразователи обычно называют конверторами.
Кроме того, в устройствах с преобразованием частоты упрощается перестройка частоты принимаемого/обрабатываемого сигнала, сводящаяся к перестройке частоты гетеродина, в частности, к электронной перестройке частоты гетеродина выполненного в виде генератора, управляемого напряжением (ГУН), это применяется в одноканальных анализаторах спектра, где гетеродин является генератором качающейся частоты.

## Стандартные промежуточные частоты
Так как мощный сигнал с частотой равной или близкой ПЧ может проникать через входные цепи радиоприёмника в тракт усиления ПЧ, создавая помехи приёму, международными соглашениями для ПЧ выбраны стандартные частоты, которые запрещено использовать для связи и других целей.
Для радиосвязи и радиовещания с амплитудной модуляцией (АМ) ПЧ выбирается из ряда следующих частот:
- 110 кГц; 215 кГц — в специальных длинноволновых связных приёмниках; 450 кГц; 455 кГц; 460 кГц; 465 кГц; 467 кГц; 470 кГц; 475 кГц; 480 кГц — в бытовых радиоприёмниках и профессиональной аппаратуре связи[9].

Для радиовещания с частотной модуляцией (ЧМ, FM):
- 262 кГц; 455 кГц; 1,6 МГц; 5,5 МГц; 10,7 МГц; 10,8 МГц; 11,2 МГц; 11,7 МГц; 11,8 МГц; 21,4 МГц; 75 МГц и 98 МГц. В супергетеродинных приемниках с двойным преобразованием частоты часто используется первая промежуточная частота 10,7 МГц и вторая промежуточная частота 470 кГц. Современные потребительские радиостанции с цифровой обработкой сигнала с помощью цифровых сигнальных процессоров (DSP) часто используют ЧМ ПЧ-частоту 128 кГц при приёме частотно-модулированного сигнала.

В телевизионных приёмниках аналогового телевидения:
- В системе PAL — 41,25 МГц (канал звука) и 45,75 МГц (канал изображения), в системе СЕКАМ 31,5 МГЦ (канал звука) 38 МГц (канал изображения).

Наземное оборудование СВЧ-связи:
- 250 МГц; 70 МГц или 75 МГц.

Радиолокационные приёмники:
- 30 МГц и 70 МГц.

Радиочастотное измерительное оборудование:
- 310,7 МГц; 160 МГц; 21,4 МГц.

Спутниковое телевидение:
- 900—2150 МГц.